# Fimbristylis longibracteata
Fimbristylis longibracteata är en halvgräsart som beskrevs av Pires de Lima. Fimbristylis longibracteata ingår i släktet Fimbristylis och familjen halvgräs.
Artens utbredningsområde är Moçambique. Inga underarter finns listade i Catalogue of Life.